# Джоан Бофорт
Вижте пояснителната страница за други личности с името Бофорт.
Джоан Бофорт (Joan Beaufort, също и Jane или Johanna) е кралица на Шотландия, съпруга на крал Джеймс I и майка на крал Джеймс II.

## Произход
Родена е през 1404 година. Дъщеря е на Джон Бофорт, граф Самърсет – полубрат на английския крал Хенри IV, и Маргарет Холанд (1385 – 1429).

## Кралица на Шотландия
В Джоан се влюбва младият шотландски крал Джеймс I, който е пленник в Англия от 1406 до 1424 г. В нейна чест кралят пише романтичната поема „Kingis Quair“, която е един от блестящите образци на англо-шотландската средновековна поезия. Двамата се венчават на 2 февруари 1424 г., след което двойката е освободена и заминава за Шотландия.
В Шотландия Джоан ражда на съпруга си осем деца:
- Маргарет Стюарт, принцеса на Шотландия (1424 – 1445), омъжена за френския крал Луи XI
- Изабела Стюарт, принцеса на Шотландия (1426 – 1494), омъжена за бретанския херцог Франсоа I
- Елеонор Стюарт, принцеса на Шотландия (1433 – 1496), омъжена за австрийския ерцхерцог Сигизмунд
- Мери Стюарт, графиня на Бахън († 1465)
- Джоан Стюарт, графиня на Мортън (ок. 1428 – 1486)
- Джеймс II Стюарт (1430 – 1460), крал на Шотландия
- Александър Стюарт (1430 – 1430), близнак на Джеймс II
- Анабел Стюарт, принцеса на Шотландия († след 1471).

Джоан оказва смекчаващо въздействие върху твърдото управление на съпруга си. Кралят неведнъж освобождава по нейна молба затворени непокорни барони.

## Следващи години
През 1437 г. Джеймс I е убит, а Джоан получава от парламента опеката върху малолетния си син Джеймс, който наследява короната. Страната бързо е обхваната от безредици вследствие на враждите между бароните. Нито Джоан, нито регентите на сина ѝ успяват да въдворят ред в страната. Освен това малкият Джеймс често е похищаван от представителите на клановете Ливингстън и Крайтън, които си оспорват властта в кралството. Джоан се опитва да се справи със ситуацията, като през 1439 се омъжва повторно за небогатия Джеймс Стюарт, но и двамата са пленени от Ливингстън. От втория си съпруг, Джоан има три деца:
- Джон Стюарт (1440 – 1512)
- Джеймс Стюарт (1442 – 1499)
- Андрю Стюарт.

През 1443 властта преминава в ръцете на родовете Ливингстън и Дъглас. През 1445 г. с подкрепата на Крайтън и епископ Кенеди, Джоан прави неуспешен опит да отстрани Ливингстън и Дъглас от властта. Скоро след това, на 15 юли 1445 кралицата умира в замъка Дънбар.